# Deardrops
Deardrops (ディアドロップス?, deiadoroppusu) è una visual novel giapponese sviluppata e pubblicata in origine dalla OVERDRIVE il 18 giugno 2010 per Microsoft Windows. Il 10 marzo 2011, la CyberFront ne ha pubblicato una versione per PlayStation Portable. La Mtrix co. ne ha pubblicato una versione per iPhone/iPod touch il 1º luglio 2011. CyberFront ha pubblicato una seconda versione per Playstation Portable, chiamata Best Hit Selection - Deadrops Distortion, contenente anche un CD con le canzoni del gioco e una custodia per la console a forma di chitarra.
La versione inglese è stata pubblicata dalla MangaGamer il 2 marzo 2012 per Microsoft Windows, acquistabile tramite download.

## Trama
Shoichi Suganuma era un giovane e brillante violinista. Iniziò a suonare il violino a tre anni, vincendo in seguito una competizione internazionale alle scuole medie e trasferendosi in Germania per suonare in un'orchestra professionale. La sua carriera fu bruscamente interrotta da un incidente, in seguito al quale decise di abbandonare il violino e tornare in Giappone. Non volendosi umiliare tornando dal padre, Shoichi accettò la proposta di Kanade, una sua vecchia amica d'infanzia, che lo fece assumere alla live house gestita da suo padre, lo "Space 696". Provando a ricostruirsi una vita, Shoichi incontra nuove persone e scopre la musica rock, decidendo di formare una band e tornare ad essere un musicista.

## Modalità di gioco
Come la maggior parte delle visual novel, la giocabilità di Deardops consiste nel leggere il testo accompagnato dalle immagini dei personaggi e da fondali fissi, effettuando alcune scelte che andranno a modificare leggermente i dialoghi e in seguito a determinare su quale percorso la strada continuerà.
Il gioco possiede solo quattro finali positivi, uno per ogni eroina, uno dei quali, quello di Riho, è considerato come il finale canonico, poiché prosegue poi negli eventi dei suoi seguiti.

## Personaggi

### Protagonisti
Shoichi Suganuma (菅沼 翔一（すがぬま しょういち）?, Suganuma Shouichi)
Shoichi è il protagonista del gioco. Ha studiato il violino fin da piccolo, combinando duro lavoro al suo talento facendosi accettare in un'orchestra professionista in Germania. Tornato a casa dopo un non chiaro incidente di cui nessuno preferisce chiedergli e sconfessato da suo padre, trova un posto dove lavorare e vivere grazie alla sua amica d'infanzia Kanade. Il ragazzo si ritrova così a lavorare nella live house gestita dal padre della ragazza, vivendo sul bus posizionato sul tetto del locale. Il nuovo ambiente lo porta a conoscere persone nuove e la musica rock, così che la sua passione per la musica lo fanno riportano in breve a suonare uno strumento, questa volta la chitarra. Ben presto, questo passatempo iniziato quasi per caso, diventa una nuova sfida per lui, che decide di formare una rock band.
Kanade Sakurai (桜井 かなで（さくらい かなで）?, Sakurai Kanade), (Seiyū Ringo Aoba)
Kanade è un'amica d'infanzia di Shoichi. È  gentile, premurosa ed è lei che trova un lavoro e un posto dove vivere all'amico, al suo ritorno dalla Germania. Ha un grande talento come cantante, ma la sua grande timidezza e paura del palcoscenico le impediscono di considerare una carriera da cantante. Il suo sogno è quindi quello di mandare avanti la live house del padre, e fare da produttore ad una band per renderla famosa. In passato ha frequentato la scuola femminile Selene.
Riho Kaguya (芳谷 律穂（かぐや りほ）?, Kaguya Riho), (Seiyū Yui Kano)
Riho è la cantante dei Deadrops. Alcune persone possono considerarla odiosa, ma è in realtà semplicemente brutalmente onesta su ciò che pensa di sé stessa, gli altri e il mondo che la circonda. È determinata e rifiuta ogni compromesso in quello che fa. Ha poca considerazione di quanti non si sforzano quanto lei per i loro obbiettivi, motivo per il quale ha spesso poco di buono da dire di loro. Il suo rifiuto a scendere a compromessi la portano ad avere poca pazienza, e non è raro che arrivi a schiaffeggiare qualcuno che, a suo parere, lo meriti. Il suo obbiettivo è di diventare una cantante professionista, e sebbene abbia una grande voce e metta impegno in tutto ciò che fa, è negata nello scrivere i testi delle canzoni. È al primo anno di liceo della scuola femminile Selene, sebbene abbia già deciso di non continuare gli studi per perseguire il suo sogno. Il suo microfono è uno Shure Pgx24 Beta 58.
Yayoi Ohba (大場 弥生（おおば やよい）?, Ooba Yayoi), (Seiyū Tomoe Tamiyasu)
Yayoi è probabilmente la ragazza più "normale" dei Deardrops, in cui suona la chitarra elettrica, sebbene sia raramente forte abbastanza per fermare gli altri dall'andare fuori controllo. Si dimostra però intelligente, affidabile e attenta. Più di tutti, teme che una storia d'amore nella band possa portare al suo scioglimento, non mancando di ricordarlo agli altri. Shoichi la conosce quando Sadao li fa incontrare perché la ragazza, abile chitarrista, insegni a suonarla al ragazzo. Come preannunciato da Sadao, la ragazza si rivela molto rigida, zelante e severa quando si tratta di chitarre. È al terzo ed ultimo anno di liceo, dovendo quindi sempre dividere il suo tempo tra la band e lo studio per gli esami d'ammisione all'università. La sua chitarra è una Fender Telecaster.
Rimu Tamano (珠野 りむ（たまの りむ）?, Tamano Rimu), (Seiyū Mariya Ise)
Rimu è la batterista dei Deadrops. Ha una personalità alquanto allegra e spensierata, spesso infantile, nell'affrontare qualsiasi argomento o problema. Tende sempre ad andare dove vuole, quando vuole e fare quello che vuole come gli pare, così che spesso viene comparata ad un gatto. Suo padre le ha insegnato a suonare la batteria fin da piccola, ma è rimasta molto ferita quando lui ha lasciato la madre, non riuscendo ad accettare la cosa. Per questo motivo, inizialmente è fortemente contraria al nuovo matrimonio della madre, ma in seguito accetterà Etsuji come suo patrigno, sebbene continuerà a chiamarlo Tamano.
Eiji Gonda (権田 英嗣（ごんだ えいじ）?, Gonda Eiji)
Eiji è un abile bassista membro dei Deadrops. È alquanto scorbutico e aggressivo, tanto che molto spesso si ritrova a litigare con il pubblico. A differenza degli altri, come afferma più volte, non è interessato a diventare un professionista, trovando piacere semplicemente nel suonare il suo strumento. Si comporta sempre come un "lupo solitario" e il suo passato è avvolto dal mistero. Nonostante tutto, è una persona saggia che ha da insegnare agli altri. Il suo strumento è un Gibson Thunderbird. L'aspetto e il modo di vestire di Eiji, ricordano molto John Belushi in The Blues Brothers. La citazione è evidente dato che il suo film preferito è proprio The Blues Brothers.

### Personaggi secondari
Chika Sakurai (桜井 ちか（さくらい ちか）?, Sakurai Chika)
Chika è la sorella minore di Kanade e ha 10 anni. Nonostante la sua giovane età, è una ragazza molto sveglia e consapevole di tutto ciò che la circonda. Si dimostra intraprendente ed esperta di tecnologia, diventando anche severa quando tratta con i lavoratori della live house, in cui anche lei dà una mano.
Sadao Sakurai (桜井 貞夫（さくらい さだお）?, Sakurai Sadao)
Sadao, meglio noto come Master (マスター?, Masutā), è il padre di Kanade e il padrone dello Space 696. In passato era membro di una band insieme ad Elena, sua futura moglie e madre di Kanade. Con il matrimonio ha ereditato la live house dal padre di Elena, ha sciolto la band e ha deciso con la moglie di lasciare la carriera musicale per dedicarsi alla famiglia e alla live house.
Ryuji (竜二（りゅうじ）?, Ryuuji)
Ryuji è un ragazzo che lavora allo Space 696, nonostante si sia laureato all'università di Tokyo, per la sua grande passione per la musica. A causa della sua troppa gentilezza, Chika si approfitta di lui facendogli fare i suoi compiti.
Samejima (鮫島（さめじま）?, Samejima)
Samejima è il chitarrista e leader della band emergente High and Nothing. Inizialmente vede Shoichi solo come un rivale ed ha un pessimo rapporto con lui, ma in seguito i due diventano amici, seppure rivali nell'ambito musicale. Il suo soprannome è "Squalo", derivato dal fatto che l'inizio del suo cognome, "Same", significa per l'appunto "squalo" in giapponese.
Nishimoto (西本（にしもと）?, Nishimoto)
Nishimoto è un vecchio amico di Shoichi, anch'egli violinista, conosciuto prima che partisse per la Germania. Attualmente suona in un'orchestra in Giappone.
Kanako Yukimura (雪村 加奈子（ゆきむら かなこ）?, Yukimura Kanako)
Kanako è la giovane insegnante responsabile della classe di Riho. È una persona gentile e premurosa che vuole essere anche amica delle sue alunne ed è una fan accanita di Shoichi.
Tomoko (トモコ?, Tomoko)
Tomoko è una compagna di classe di Riho. Inizialmente, si rende protagonista di atti di bullismo a danno della compagna, nascondendole le scarpe, poiché la considera arrogante e fastidiosa. In seguito, conoscendola meglio, le due diventano amiche.
Leo (レオ?, Reo)
Leo è un famoso chitarrista e cantante rock. È un vecchio amico di Sadao e in passato hanno entrambi suonato allo Space 696, quando apparteneva ancora al suocero di Sadao. Diventa amico di Rimu dopo il loro primo incontro, continuando a sentirsi tramite messaggi, e la ragazza lo soprannominerà "Ole Ole".
Ryoko Goto (後藤 涼子（ごとう りょうこ）?, Gotou Ryouko)
Ryoko è la presidentessa di una piccola agenzia musicale A&R. La donna ha degli standard di qualità molto alto, tanto che essere apprezzati da lei vuol dire avere molto potenziale.
Okaken  (オカケン?, Okaken)
Okaken, soprannome di Oka Kensuke (健介 岡（ケンスケ オカ）?, Kensuke Oka), è un regista della Nadeshiko TV. Si dimostra sempre allegro e amichevole, offrendo più volte da bere a Shoichi e agli altri. Utilizza un gergo antiquato, tanto da suscitare perplessità nei suoi interlocutori per alcune espressioni e parole usate.

### Personaggi minori
Cremona (クレモナ?, Kuremona)
Cremona è il gatto di Kanade, che vive allo Space 696. Vivendo in una live house, il felino ha affinato il suo orecchio musicale, tanto da comprendere la qualità della musica suonata.
Kiyomi Noda (野田 聖美（のだ きよみ）?, Noda Kiyomi)
È una ex alunna della scuola Selene e moglie di un membro dell'assemblea della prefettura di Kanagawa. La donna, ancorata alle vecchie tradizioni, disprezza la musica rock e chi la pratica, considerandoli dei poco di buono. In seguito Shochi e gli altri membri dei Deardrops riusciranno, seppur a non farle cambiare completamente idea, a farle riconsiderare alcune sue posizioni.
Etsuji Tamano (珠野 悦二 （たまの エツジ）?, Tamano Etsuji)
È il patrigno di Rimu. Inizialmente la ragazza prova risentimento verso di lui e rabbia verso la madre Yoshiko, ma dopo il matrimonio e averle dimostrato che ama sua madre e voglia solo il loro bene, Rimu finalmente comincia ad accettarlo. Nonostante ciò, Etsuji continuerà a ricoprirla di regali, per dimostrarle il suo affetto.
MOO
I MOO sono una band formata da tre studenti universitari di veterinaria provenienti da Shiretoko, in Hokkaidō. Il nome della loro band è il verso della mucca in Giappone, scelto per il corso di laurea che seguono. Durante l'estate fanno concerti per strada per farsi conoscere in giro per il Giappone. I nomi dei componenti sono Onodera (小野寺（オノデラ）?, Onodera),  Misono (美苑（ミソノ）?, Misono) e Okabe (岡部（オカベ）?, Okabe), che sono rispettivamente chitarrista e cantante, bassista e batterista.
Friederich von Berger (フリエデリク ボン ベルゲル?, furiederiku bon berugeru)
È un anziano direttore d'orchestra tedesco, mentore di Shoichi e suo direttore nel periodo in cui suonava in Germania.
Johann von Babenberg (ヨハン ボン バベヌベルグ?, yohan bon babenuberugu)
È un abilissimo violinista tedesco, da sempre stato rivale di Shoichi quand'egli era in Germania.
Kanzaki (神埼（たまの ヨシコ）?, Kanzaki)
Kanzaki, detto "Zaki", è un vecchio conoscente di Eiji, che possiede un locale vicino ad Osaka. Egli prova un profondo risentimento nei confronti di Eiji, un tempo suo amico, che ha causato la fine della loro band.
Kippei Suganuma (菅沼 桔平（すがぬま キペッイ ）?, Suganuma Kippei)
È il padre di Shoichi, un uomo d'affari molto attaccato al denaro e alle vecchie tradizioni. Per questo motivo, quando ritorna in Giappone, il ragazzo decide di non tornare a casa con lui sconfitto, preferendo trasferirsi altrove.
Toyohara Sakunosuke (作之助 豊原（サクノスケ トヨハラ）?, Sakunosuke Toyohara)
È l'assistente di Ryoko, e unico altro lavoratore nella sua piccola agenzia.
Megumi (メグミ?, Megumi)
È una spogliarellista di un locale a luci rosse in cui canta per un certo periodo Kanade.
Matsuda (松田（マツダ）?, Matsuda)
È un abile liutaio, amico di Sadao. Secondo quest'ultimo, la sua abilità nella costruzione e riparazione delle chitarre non è seconda a nessuno. Matsuda afferma di aver aiutato Sadao a posizionare il bus sopra il tetto dello Space 696.

## Sviluppo
Deardrops è il quinto progetto della OVERDRIVE. Come negli altri progetti il produttore esecutivo è stato Hiroshi "bamboo" Takeuchi, ma il character design fu affidato a Fujimaru, mentre la sceneggiatura a Tsukasa Rei Nagra. La band milktub, di cui Takeuchi è leader, rimane anche come produttore musicale, in collaborazione con le doppiatrici di Riho e Kanade, prestatesi come cantanti sotto il nome di DEARDROPS.

## Media correlati

### Fandisc
OVERDRIVE ha sviluppato e pubblicato anche un fandisc, intitolato d2b VS DEARDROPS -Cross the Future-, acquistabile separatamente o insieme al gioco originale dove compaiono personaggi sia di Deardops, sia di Kira☆Kira, un'altra visual novel della OVERDRIVE. Esso è ambientato dieci anni dopo gli eventi di Kira☆Kira secondo il finale di Kirari e tre anni dopo gli eventi di Deardops secondo il finale di Riho. 

### OVA
Il 27 marzo 2013 è stato pubblicato un OAV dal titolo Kira☆Kira 5th Anniversary Live Anime KICK START GENERATION (キラ☆キラ 5th Anniversary Live Anime KICK START GENERATION?) ambientato pochi mesi dopo gli eventi di d2b VS DEARDROPS -Cross the Future- in cui sono protagonisti sia i personaggi di Kira☆Kira che Deardrops.

### Libri
Il 27 aprile 2011 è stato pubblicato da MAX (マックス?, Makkusu) un volume di approfondimento intitolato DEARDROPS VISUAL TRACKS, contenente anche un CD che contiene le canzoni del gioco, cantate dai protagonisti.

### CD
Sotto il nome di DEARDROPS, Ringo Aoba e Yui Kano, doppiatrici rispettivamente di Kanade e Riho, hanno pubblicato due singoli. Il primo, "Kibou no uta" (希望の旋律?, lett. Canto di speranza) è stato venduto presso il Comiket 77 del dicembre 2009, mentre il secondo "It's up to U." (lett. Sta a te) è stato incluso nell'edizione limitata di Deadrops Distortion per Playstation Portable. Sono inoltre stati pubblicati tre album: il primo, "STRAIGHT" è stato pubblicato da Lantis il 21 luglio 2010 e contiene oltre alle canzoni originali del gioco altre cantatate dai doppiatori di Kanade e Leo. Il secondo album, "My Dear Stardust" è stato pubblicato e rivenduto solo durante il Comiket 78 del 2010, mentre il terzo ed ultimo, "Last Waltz", è stato inizialmente pubblicato per il Comiket 79 e poi messo in commercio dal 5 ottobre 2011.

## Accoglienza
Nel complesso il gioco ha avuto sempre recensioni positive, sottolineando le similitudini con Kira☆Kira, apprezzando soprattutto le musiche e il character design. Alcune di esse sono entusiaste, apprezzando anche la scrittura degli scenari, la crescita dei personaggi e la cura dei fondali.